# سارا ساترلند
سارا ساترلند (انگلیسی: Sarah Sutherland؛ زادهٔ ۱۸ فوریهٔ ۱۹۸۸) هنرپیشه اهل ایالات متحده آمریکا است.
از فیلم‌ها یا برنامه‌های تلویزیونی که وی در آن نقش داشته‌است می‌توان به مزمن اشاره کرد.